# Всесвятский, Борис Васильевич
Борис Васильевич Всесвятский (5(17) июня 1887 — 2 февраля 1987) — советский педагог, методист-биолог, профессор (1938).

## Биография
Отец — становой пристав Завидовской волости Клинского уезда Московской губернии Василий Петрович Всесвятский (1850—1914), который, в свою очередь, происходил из семьи священнослужителей и сам окончил Московскую духовную семинарию. Мать — Паулина Ивановна, урожд. Дамме (1845—1933), родом из Дерпта.
Учился в гимназии в Москве, а лето проводил у родителей в селе Спас-Заулок.

В 1905 году окончил Сергиево-Посадскую гимназию и поступил на естественное отделение физико-математического факультета Московского университета, которое окончил в 1911 году. После окончания служил учителем естествознания в средней школе. В 1918 году организовал и до 1932 возглавлял районную биологическую станцию юных любителей природы (БЮН, позднее преобразованную в Центральную биологическую станцию юных натуралистов им. К. А. Тимирязева), располагавшуюся в северной части парка «Сокольники», на границе с Лосиным островом. Таким образом, Борис Всесвятский заложил начало юннатского движения в Москве.  Большую помощь в создании биостанции оказал Сокольнический Совет рабочих депутатов и его председатель, врач-педиатр — Иван Васильевич Русаков, дальний родственник Б.Всесвятского:
«В беседе со мной Иван Васильевич поделился давнишней мечтой об организации в Сокольнической роще станции для детей — любителей природы. По мысли И.В.Русакова, станция должна объединить детей, интересующихся природой, привлечь их к познанию ее тайн. Близкое общение детей с природой способствовало бы закалке и укреплению их здоровья. <...> Иван Васильевич предложил мне взяться за организацию такой станции. «Мы вам поможем, — говорил он. — Предоставим реквизированные дачи по вашему выбору, дадим помощника и сторожа. Ну, а всё остальное придётся делать вам…» Что я мог ответить? Я был просто в восторге. Приобщать детей к природе, учить их познавать её, углублять свои биологические знания — разве может это не увлечь каждого биолога-педагога? Конечно, я тут же дал согласие».
Б.Всесвятский — главный редактор (1924—1930) периодического издания «Листки Биостанции юных натуралистов», которое стало предтечей всесоюзного детского журнала «Юный натуралист». Борис Васильевич стал его основателем и первым главным редактором (1928—1941).
С 1932 года преподавал в Программно-методическом институте (в 1938 году переименован в Институт школ Наркомпроса), с 1939 г. — директор этого института. В 1938 году присвоено звание профессора.
В 1939 году вступил в ряды ВКП(б).
С 1944 — заведующий кафедрой методики естествознания в Московского городского педагогического института им. Потёмкина, а после слияния институтов — в МГПИ им. В. И. Ленина. 
Редактировал журналы «За массовое опытничество», «Биология и химия в школе», «Биология в школе». Один из авторов первых программ по биологии для советской школы, стабильного учебника по ботанике для 5-6-х классов средней школы (1933; 1967, 12-е изд.) и методики преподавания ботаники (совместно с В. Н. Вучетичем, 1936; 1941, 3-е изд.). Автор трудов по методике работы кружков юных натуралистов, организации экскурсий, опытнической работы на учебно-опытном участке, внеклассной натуралистической работы — его последняя книга «Системный подход к биологическому образованию в средней школе» вышла в 1985 году.
Награждён орденом Ленина, медалью К. Д. Ушинского (1954).
Похоронен на Новодевичьем кладбище.

### Внешний облик
По словам Б. Е. Райкова, недоброжелателя Б. В. Всесвятского, внешний облик его оппонента в 1923 году был следующим:

Представьте себе молодого хорошо сложенного человека с яйцевидным черепом и коротко обстриженной головой. Он носил теперь штатское платье, которое сидело на нём мешковато, а на голове у него торчала большая клетчатая кепка с длинным козырьком, которую он ещё не умел носить и всё стягивал на затылок, почему козырёк поднимался торчком. Лицо у него было довольно красивое, с круглыми светлыми глазами, и имело выражение какой-то развязной молодцеватой готовности.

## Семья
- Сестра — Екатерина Васильевна Всесвятская (1881–1958), в замуж. Веревкина[11]. Ее муж, Веревкин Петр Дмитриевич (1882–1937), репрессирован[12].
- Брат — Пётр Васильевич Всесвятский (1884, с. Спас-Заулок Клинского уезда — 1938), окончил (1910) юридический факультет МГУ. С 1924 по 1930 гг. — советник Монгольского правительства; написал первую монгольскую конституцию, которая была принята Великим Хуралом МНР[13].  В 1930-1936 гг. работал в Верховном суде СССР. С 1936 по 8 марта 1938 г. — в Наркомате юстиции Казахской ССР.  В марте 1938 года арестован, обвинен, в частности, «в преступной связи с американским шпионом» Н.К. Рерихом и в октябре того же года расстрелян как «враг народа»[14]. Реабилитирован 29 июня 1956 года ВТ Туркестанского Военного Округа за отсутствием состава преступления[15].  Его жена — Елена Петровна Горбунова (1888–1973), врач-энтомолог[16], сестра Н.П.Горбунова.
  - Племянник — Алдар Петрович Горбунов (1927–2018)[17].
- Сестра — Александра Васильевна Всесвятская (1883—1970)[18], Член РСДРП с 1905 года. С 1921 жила в Москве, работала в Наркомате иностранных дел, Управлении делами Совнаркома; одно время — сотрудница аппарата А. C. Енукидзе[3].  Ее муж — Федор Григорьевич Чучин.
  - Племянник — Евгений Фёдорович Чучин, инженер-конструктор.
- Сестра — Вера Васильевна Всесвятская (29.09.1885—1974),в замуж. Чумакова.
  - Племянник — Андрей Александрович Чумаков (1930–2002), доктор медицинских наук.
- Сестра — Надежда Васильевна Всесвятская (29.09.1885—1938). Ее муж — Николай Францевич Микули (1885–1937), брат А.Ф.Микули.
- Сестра — Елизавета Васильевна Всесвятская (1890—1973), жена доктора медицинских наук А.В.Русакова.

Жена — Валентина Викториновна Бурдакова (1893—1965), дочь В.Я.Бурдакова, биолог (окончила факультет естествознания Высших женских курсов им. Герье), ученица профессора Н. К. Кольцова.
- Дети: Галина (в замуж. Волхонская; род. 1921), Владимир (1930–2012), Виктор (1924–1943, погиб на фронте).

## Сочинения
- Исследовательский подход к природе и жизни, М., 1926;
- Методика преподавания ботаники в средней школе, 3 изд., М., 1941 (совм. с В. Н. Вучетичем);
- Общая методика биологии, М., 1960; Ботаника, 8-е изд., М., 1963.

### Рекомендуемые источники
- К юбилею выдающегося учёного методиста-биолога, профессора Б. В. Всесвятского, «Биология в школе», 1957, № 3:
- Флерова Е. А., К 40-летию юннатского движения, «Биология в школе», 1958, № 6.